# Tweede Kamerverkiezingen 1994/Kandidatenlijst/Centrumdemocraten
De kandidatenlijst voor de Tweede Kamerverkiezingen 1994 van de Centrumdemocraten was als volgt:

## De lijst
- vet: verkozen
- schuin: voorkeurdrempel overschreden

1. Hans Janmaat, 's-Gravenhage - 192.734 stemmen
2. Wil Schuurman, 's-Gravenhage - 7.961
3. Cor Zonneveld, Schiedam - 3.177
4. Wim Elsthout, Haarlem - 1.741
5. M.T. Giesen, Zoetermeer - 1.256
6. J. de Keijne, Rotterdam - 1.633
7. M. (Chiel) Koning, Dordrecht - 1.279
8. R. (Ruud) Snijders, Zoetermeer - 428
9. A.A.J. Poppe, Vlissingen - 1.344
10. A.H. Schijns, Landgraaf - 1.512
11. L.E. Datema, Haarlem - 202
12. C.G. Verheij, Ridderkerk - 211
13. J. Groeneweg, Rotterdam - 835
14. B. (Bert) Pellegrom, Ede - 490
15. G.J.A. van der Spek, Delft - 443
16. M.H. (Martin) de Regt, Zeist - 351
17. J.A. (Jan) Gilles, Haarlem - 129
18. F.J.M. Noeken, Lelystad - 228
19. W. van Sitteren, Amsterdam - 537
20. Bas Rietveld, Hoorn - 283
21. J.C. van der Kooi, Zwijndrecht - 174
22. F. (Gerard) Rieff, Rotterdam - 331
23. J. (Jan) Stoops, 's-Gravenhage - 89
24. J. (John) van der Steen, 's-Hertogenbosch - 598
25. P. Kossen, Groet - 167
26. J.M. (Jos) van Scheppingen, Vlissingen - 247
27. F. (Frans) Heeren, Breda - 679
28. C.M. Moesman, 's-Gravenhage - 150
29. A.R. den Drijver, Rotterdam - 406
30. Erwin Karselius, Amsterdam - 996

CDA · PvdA · VVD · D66 · GroenLinks · SGP · GPV · RPF · Centrumdemocraten · De Nieuwe Partij · PSP'92 · SP · SAP · Natuurwetpartij · PMR · Unie 55+ · SBP · AOV · CP'86 · Libertarische Partij · De Groenen · Vrije Indische Partij · NCPN · ADP · Solidair '93 · Patriottisch Democratisch Appèl
1986 · 1989 · 1994 · 1998